# L’ostaggio
L’ostaggio („die Geisel“) ist ein 1975 entstandener Italowestern, in dem unter der Regie von Luigi Valanzano ausschließlich Kinder die Rollen der Protagonisten spielen. Der Film kam bislang nicht in deutschsprachigen Ländern zur Aufführung.

## Handlung
Im Wilden Westen entführt Billy the Liar den Hund eines jungen Mädchens. Daher ruft sie ihren Freund, Sheriff Johnny, zu Hilfe. Auf seiner Verfolgung des Flüchtigen muss sich Johnny auch mit Indianern auseinandersetzen, kann den Verbrecher nach Schießereien, Prügeleien und einem Zugüberfall jedoch schließlich einfangen und ihm einige Peitschenhiebe zur Strafe auferlegen.